# Aubinges
Aubinges é uma comuna francesa na região administrativa do Centro, no departamento Cher. Estende-se por uma área de 11,16 km². Em 2010 a comuna tinha 400 habitantes (densidade: 35,8 hab./km²).